# Psammotettix
Genre
Psammotettix est un genre d'insectes hémiptères de la famille des Cicadellidae.

## Liste d'espèces
Selon Catalogue of Life (11 août 2013) :
- Psammotettix adriaticus
- Psammotettix agrestis
- Psammotettix agricola
- Psammotettix alaicus
- Psammotettix albomarginatus
- Psammotettix alexanderi
- Psammotettix alexandri
- Psammotettix aliena
- Psammotettix alienulus
- Psammotettix alimdzhanovi
- Psammotettix altimontanus
- Psammotettix amplus
- Psammotettix amurensis
- Psammotettix angulatus
- Psammotettix arcuatus
- Psammotettix asper
- Psammotettix atropidicola
- Psammotettix atropidis
- Psammotettix attenuens
- Psammotettix beirnei
- Psammotettix cahuilla
- Psammotettix cephalotes
- Psammotettix cerinus
- Psammotettix confinis
- Psammotettix correctus
- Psammotettix crypticus
- Psammotettix danieli
- Psammotettix dealbatus
- Psammotettix dentatus
- Psammotettix diademata
- Psammotettix dubius
- Psammotettix dubovskii
- Psammotettix emarginata
- Psammotettix erraticus
- Psammotettix excavatus
- Psammotettix excisus
- Psammotettix frigidus
- Psammotettix furcatus
- Psammotettix gracilis
- Psammotettix greenei
- Psammotettix helvolus
- Psammotettix hungaricus
- Psammotettix ibericus
- Psammotettix inexpectatus
- Psammotettix insulae
- Psammotettix jachontovi
- Psammotettix jurii
- Psammotettix kamtshaticus
- Psammotettix kaszabi
- Psammotettix knullae
- Psammotettix koeleriae
- Psammotettix kolosvarensis
- Psammotettix koreanus
- Psammotettix kublaichani
- Psammotettix kurilensis
- Psammotettix lapponicus
- Psammotettix lividella
- Psammotettix maculatus
- Psammotettix majusculus
- Psammotettix makarovi
- Psammotettix maritimus
- Psammotettix mexcala
- Psammotettix mongoleriae
- Psammotettix mongolicus
- Psammotettix monticola
- Psammotettix monticulinus
- Psammotettix najlae
- Psammotettix nardeti
- Psammotettix narsikulovi
- Psammotettix nemourensis
- Psammotettix nesiotus
- Psammotettix nodosus
- Psammotettix notatus
- Psammotettix ornaticeps
- Psammotettix pallens
- Psammotettix pallidinervis
- Psammotettix parvipenis
- Psammotettix pelikani
- Psammotettix perpictus
- Psammotettix pictipennis
- Psammotettix poecilus
- Psammotettix prolongatus
- Psammotettix putoni
- Psammotettix queketus
- Psammotettix quettensis
- Psammotettix regularia
- Psammotettix remanei
- Psammotettix revae
- Psammotettix robustus
- Psammotettix rudis
- Psammotettix rupicola
- Psammotettix sabulicola
- Psammotettix salinus
- Psammotettix salsuginosus
- Psammotettix saxatilis
- Psammotettix seriphidii
- Psammotettix shensis
- Psammotettix shoshone
- Psammotettix sierraenevadae
- Psammotettix slovacus
- Psammotettix sordidus
- Psammotettix striata
- Psammotettix striatus
- Psammotettix stummeri
- Psammotettix swatensis
- Psammotettix totalus
- Psammotettix transcaucasicus
- Psammotettix unciger
- Psammotettix vilbastei
- Psammotettix viridiconfinis
- Psammotettix viridinervis
- Psammotettix volgensis
- Psammotettix zaisanensis
- Psammotettix zhangi

Selon NCBI (11 août 2013) :
- Psammotettix lividellus